# Apheliona huismanae
Apheliona huismanae är en insektsart som beskrevs av Irena Dworakowska 1994. Apheliona huismanae ingår i släktet Apheliona och familjen dvärgstritar. Inga underarter finns listade i Catalogue of Life.